# Ісмаїл Мохаммед Шаріф
Ісмаїл Мохаммед Шаріф (араб. اسماعیل محمد شریف; нар. 17 квітня 1962) — іракський футболіст, виступав на позиції півзахисника.

## Клубна кар'єра
На клубному рівні виступав у складі багдадського «Аль-Шабабу».

## Кар'єра в збірній
Викликався до складу національної збірної Іраку. У 1986 році був викликаний тренером Еварісто де Маседо для участі в Чемпіонаті світу 1986 року, де команда Іраку вилетіла за підсумками групового етапу. Проте став одним з чотирьох гравців іракців, які на турнірі в Мексиці не зіграли жодного поєдинку. Також брав участь в Олімпійських іграх 1988 року.

## Титули і досягнення
- Переможець Панарабських ігор: 1985
- Переможець Кубка арабських націй: 1985, 1988